# Fulgence Raymond

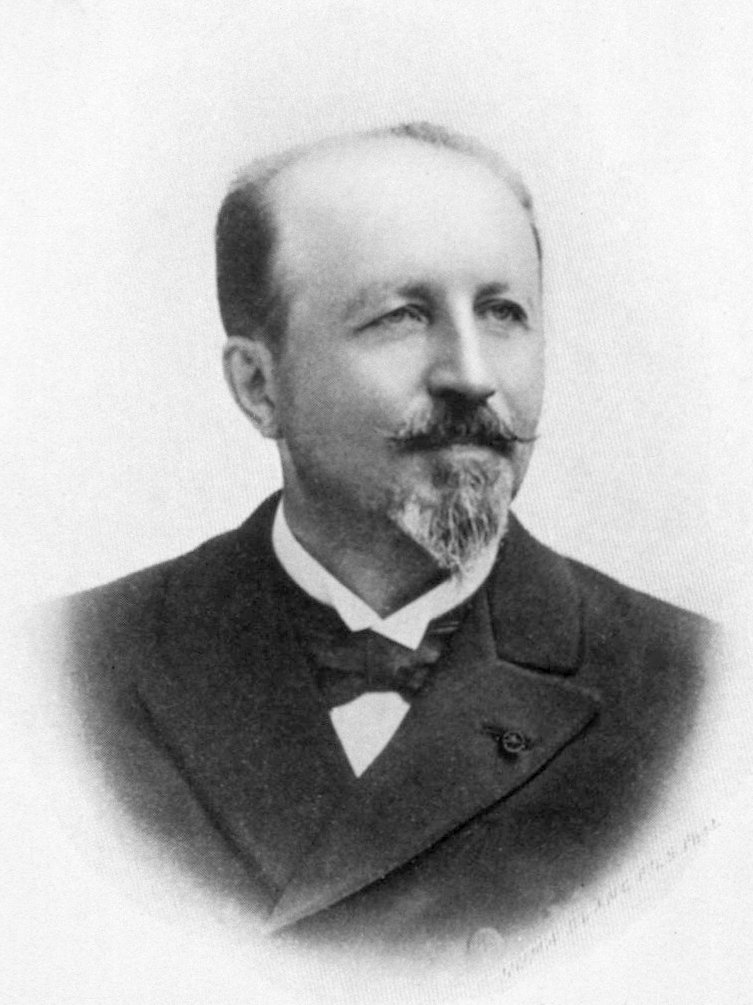
Fulgence Raymond

Fulgence Raymond (29 de setembro de 1844 - 28 de setembro de 1910) foi um médico neurologista francês.
Fulgence Raymond foi sucessor da cátedra de Charcot na Salpêtrière, no período de 1894 a 1910.
Os sucessores de Jean-Martin Charcot (1826-1893) na Salpêtrière foram: Edouard Brissaud (1852-1909), que assumiu a cadeira interinamente, de 1893 a 1894; Fulgence Raymond, de 1894 a 1910; Jules Déjerine (1849-1917) no período de 1910 a 1917; Pierre Marie, de 1917 a 1923; Georges Guillain, de 1925 a 1947; Théophile Alajouanine e Raymond Garcin (simultaneamente) no período de 1947 a 1960.